# Viktoria Kellersberg
Viktoria Kellersberg (offiziell: Sportclub Viktoria 1916 Kellersberg e. V.) war ein Sportverein aus dem Alsdorfer Stadtteil Kellersberg in der Städteregion Aachen. Die erste Fußballmannschaft spielte zwei Jahre in der höchsten mittelrheinischen Amateurliga.

## Geschichte
Der Verein wurde im Jahre 1916 gegründet. Ende der 1920er Jahre spielte die Viktoria bereits in der seinerzeit zweitklassigen 1. Bezirksklasse Rhein. Dort wurde die Mannschaft 1933 Meister ihrer Staffel und qualifizierte sich für die neu geschaffene zweitklassige Bezirksklasse. Im Jahre 1938 wurden die Kellersberger dort Meister und erreichten die Aufstiegsrunde zur Gauliga Mittelrhein, wo die Mannschaft jedoch am SSV Troisdorf 05 scheiterte. Nach dem Ende des Zweiten Weltkrieges qualifizierte sich die Viktoria 1947 nach einem 5:1-Entscheidungsspielsieg über Alemannia Lendersdorf für die neu geschaffene Landesliga, der höchsten Amateurliga am Mittelrhein. In der Premierensaison 1947/48 konnte die Klasse nur knapp gehalten werden. Ein Jahr später erreichte die Mannschaft Platz neun. Am 19. Juni 1949 fusionierte Viktoria Kellersberg mit der Alsdorfer Sportvereinigung zu Viktoria Alsdorf. Die Viktoria wiederum fusionierte am 15. Juni 2004 mit Rhenania Alsdorf zu Blau-Weiß Alsdorf.